# Günter Gauglitz
Günter Gauglitz (* 20. März 1944 in Mährisch-Ostrau) ist ein deutscher Chemiker und Hochschullehrer. Gauglitz war viele Jahre Professor für Analytische Chemie am Institut für Physikalische und Theoretische Chemie der Universität Tübingen.
Günter Gauglitz studierte Chemie an der Universität Tübingen, wo er 1965 sein Vordiplom absolvierte. 1966 erhielt er einen Master-of-Science-Titel der State University of Iowa. 1969 absolvierte er die Diplomprüfung mit einer Arbeit über die „Photochemie des Azoxybenzols“ bei Gustav Kortüm und Heinz Mauser. 1972 promovierte er mit der Arbeit „Absorptions- und fluoreszenzspektroskopische Methoden für komplizierte Photoreaktionen“ an der Universität Tübingen. Danach ging er als Postdoktorand in die USA, wo er ein Projekt der National Institutes of Health an der Universität von Philadelphia durchführte („Fast reaction kinetics in biological material“). 1979 habilitierte er sich für das Fach Physikalische Chemie, 1983 wurde er in Tübingen zum Professor berufen, 1987 wurde er auf eine C3-Professur für Analytische Chemie und Informatik berufen. Gauglitz hat vor allem über optische Sensoren geforscht. Gauglitz hatte und hat zahlreiche akademische Ämter und Funktionen inne. „Er gilt als einer der Pioniere auf dem Gebiet der optischen Biosensoren.“

## Akademische Ämter und Funktionen (Auswahl)
- 1992 Titular Member der IUPAC Commission V.4 (Commission on Spectrochemical and Other Optical Procedures for Analysis)
- 1994 stellvertretender Sprecher des Graduiertenkollegs „Analytische Chemie“ der Deutschen Forschungsgemeinschaft
- 1995 Vorsitzender des Arbeitskreises „Chemometrik und Labordatenverarbeitung“ der GDCh
- 1997 Wallace-Award of the Society of Biomolecular Screening
- 1998 Sekretär der IUPAC Commission V.4
- 1999 Vorstandsmitglied des Deutschen Arbeitskreises für Angewandte Spektroskopie (DASp)
- 2000 Vorsitzender der IUPAC Commission V.4 und Mitglied der IUPAC Division „Analytical Chemistry“
- seit 2000 Sprecher des Graduiertenkollegs „Analytische Chemie“
- seit 2001 Mitherausgeber der Zeitschrift Analytical and Bioanalytical Chemistry
- 2004–2007 Vorsitzender der Fachgruppe „Analytische Chemie“ in der GDCh
- seit 2008 Stellvertretender Vorsitzender der Fachgruppe „Analytische Chemie“ der GDCh
- seit 2008 Fachkollegiat des DFG-Fachforums Chemie

## Auszeichnungen
- 2006 Pregl-Medaille der Österreichischen Gesellschaft für Analytische Chemie in der Gesellschaft Österreichischer Chemiker (GÖCh)
- 2012 Carl-Duisberg-Plakette der Gesellschaft Deutscher Chemiker
- 2015 Clemens-Winkler-Medaille der Gesellschaft Deutscher Chemiker

## Veröffentlichungen (Auswahl)
- G. Gauglitz, T. Vo-Dinh (Hrsg.): Handbook of Spectroscopy. Vol. 1+2, Wiley-VCH, Weinheim 2003, ISBN 3-527-29782-0.
- Günter Gauglitz, Klaus G. Heumann: Analytical science in Germany—method developments and new applications at high international standards. In: Analytical and Bioanalytical Chemistry. 395, Nr. 6, 2009, S. 1569–1570, doi:10.1007/s00216-009-3152-7.